# ARA 베인티싱코 데 마요 (V-2)
ARA 베인티싱코 데 마요 (V-2)(ARA Veinticinco de Mayo (V-2))는 아르헨티나 해군의 항공모함이다.

## 역사

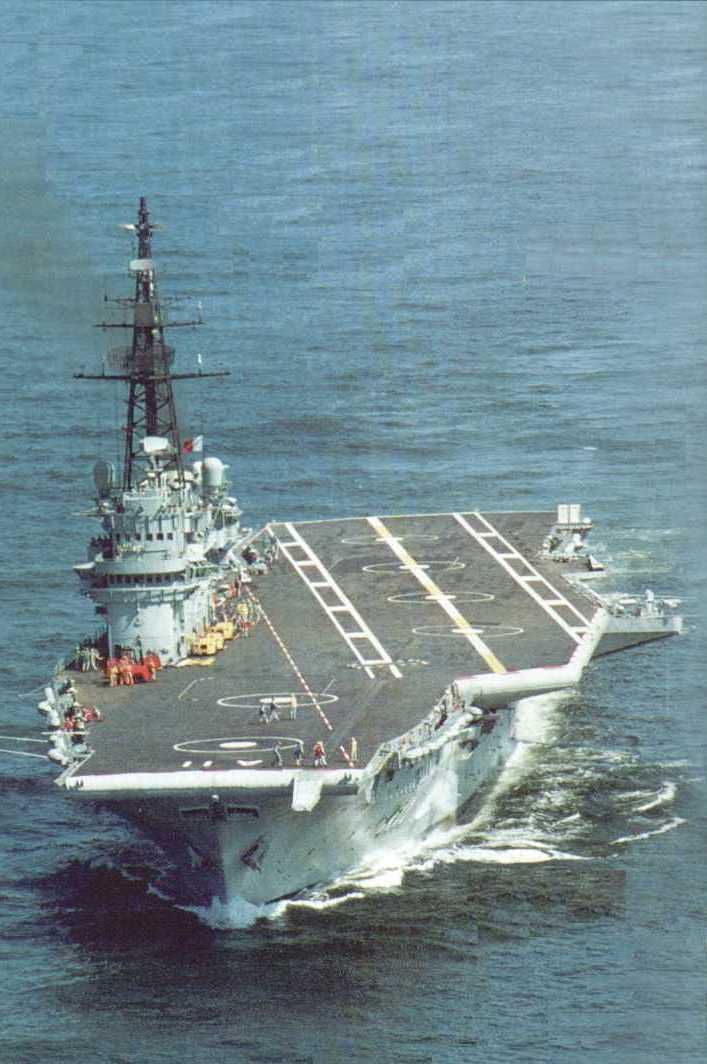
브라질 미나스제라이스 항공모함

베인티싱코 데 마요란 스페인어로 5월 25일이란 뜻이다. 1810년 아르헨티나 5월 혁명이 5월 25일에 일어났다.
영국 해군은 만재배수량 18,000톤인 콜로서스급 항공모함을 1942년부터 1945년까지 15척을 진수했다. 그 중 1945년 취역한 4번함인 HMS Venerable (R63)을 1948년 네덜란드 해군에 중고로 팔았다. 네덜란드가 20년을 사용한 후, 1968년 아르헨티나 해군에 팔았다. 1969년 개조를 하여 사용하다가, 1990년 노후화 및 경제상황 악화로 인해 현역 일선에서 물러났고, 1997년에 제적, 퇴역했다.
콜로서스급 항공모함은 9번함 HMS 트라이엄프 (R16)이 한국전쟁에 초기에 참전해, 1950년 7월 3일 북한을 공습한 것으로 유명하다.
아르헨티나와 브라질은 남미 지역의 패권을 다투는 2대 강대국으로, 양국은 함께 핵개발을 추진하기도 했었다. 브라질 해군은 1956년 콜로서스급 항공모함 5번함 HMS Vengeance (R71)를 중고로 수입해 미나스제라이스 항공모함이라고 명명했다. 한편 아르헨티나는 네덜란드에서 사용하던 중고 항공모함인 HNLMS 카렐 도어만 (R81)을 구매했고, 4년 동안 현대식 항공모함으로 개조했다. 캐터펄트가 1개뿐이다.

## 함재기
초기에는 F9F 팬더, F9F 쿠거 전투기를 사용했다. 이후에는 A-4Q 스카이호크 전투기, S-2 트랙커 대잠전기, SH-3 시 킹 헬기로 교체되었다.
1969년 8월 네덜란드에서 아르헨티나로 항해해 오고 있던 도중에, 영국 호커 시들리는 해리어 GR.1을 베인티싱코 데 마요에 착륙시키며 판촉했다.

## 독도함
베인티싱코 데 마요함은 독도함과 제원이 비슷하다.
베인티싱코 데 마요, 길이 192 m, 만재배수량 19,900톤, 엔진 4만마력
- 베인티싱코 데 마요, 길이 192 m, 만재배수량 19,900톤, 엔진 4만마력
- 독도함, 길이 199 m, 만재배수량 18,800톤, 엔진 4만마력

베인티싱코 데 마요는 일자형 항공모함인데, 함재기 착륙을 유도하기 위해 경사지게 페인트를 하고 어레스팅 와이어를 설치했다. 함수부에는 증기식 캐터펄트 1개를 장착했다. 그런데, 캐터펄트가 1개 뿐이라, 고장나면 헬기 항모로만 이용이 가능했고, 잦은 고장과 저출력이 문제되었다.
베인티싱코 데 마요는 원래 만재배수량 18,000톤이었는데, 함선 개장 후 19,900톤이 되었다.
베인티싱코 데 마요는 함재기를 24대 탑재 가능했다.